# Mojoayu
Mojoayu is een bestuurslaag in het regentschap Kediri van de provincie Oost-Java, Indonesië. Mojoayu telt 1876 inwoners (volkstelling 2010).